# أنجلو دومنغيني
أنجلو دومنغيني (بالإيطالية: Angelo Domenghini)، من مواليد 25 أغسطس 1941 في لاليو بمقاطعة بيرغامو، لاعب كرة قدم إيطالي سابق.
و قد لعب مع نادي إنتر ميلان 164 مباراة وسجل 54 هدف، وقد اختتم مسيرته الكروية في نادي روما.

## وصلات خارجية
- أنجلو دومنغيني على موقع الاتحاد الدولي (مؤرشف)  (الإنجليزية)
- أنجلو دومنغيني على موقع الاتحاد الأوربي (الإنجليزية)
- أنجلو دومنغيني على موقع قاعدة بيانات كرة القدم.إي يو (الإنجليزية)
- أنجلو دومنغيني على موقع ناشيونال فوتبول تيمز (الإنجليزية)
- أنجلو دومنغيني على موقع عالم كرة القدم.نت (الإنجليزية)